# Nguyễn Thanh Thiên
Nguyễn Thanh Thiên (sinh ngày 9 tháng 4 năm 1961) là thẩm phán cao cấp người Việt Nam. Ông hiện là Chánh án Tòa án nhân dân thành phố Cần Thơ. Ông là đảng viên Đảng Cộng sản Việt Nam.

## Tiểu sử
Nguyễn Thanh Thiên sinh ngày 9 tháng 4 năm 1961, quê quán tại Hưng Thạnh, Cái Răng, thành phố Cần Thơ.
Nguyễn Thanh Thiên có bằng Cử nhân Luật.
Năm 2012, Nguyễn Thanh Thiên là Chánh án Tòa án nhân dân thành phố Cần Thơ.
Khoảng 7 giờ 15 phút tối ngày 4 tháng 5 năm 2012, khi Nguyễn Thanh Thiên vừa chở vợ bằng xe máy về trước cửa nhà từ nơi làm việc thì bất ngờ bị Đặng Ngọc Giàu (sinh năm 1991, cư ngụ tại khu vực 1, phường Thới Bình, quận Ninh Kiều, thành phố Cần Thơ) dùng xà beng đánh vào đầu do mâu thuẫn cá nhân. Lúc này ông đang đội mũ bảo hiểm xe máy nên bị thương nhẹ và bị rách vành tai, chảy nhiều máu, phải nhập viện cấp cứu khâu lại, ông bị thương tật vĩnh viễn 12%.
Nguyễn Thanh Thiên hiện nay (2018) đang là Thẩm phán cao cấp, Bí thư Ban cán sự Đảng Cộng sản Việt Nam tại Tòa án nhân dân thành phố Cần Thơ, Chánh án Tòa án nhân dân thành phố Cần Thơ.

## Phong tặng
- Danh hiệu 30 năm tuổi Đảng Cộng sản Việt Nam (trao ngày 25 tháng 1 năm 2014)[1]